# Transfer (film)
Transfer (ang. Rendition) – amerykański thriller z 2007 roku w reżyserii Gavina Hooda. Zdjęcia kręcono w Maroku (As-Suwajra, Marrakesz), RPA (Kapsztad) i USA (Los Angeles, Waszyngton).

## Obsada
- Reese Witherspoon - Isabella Fields El-Ibrahimi
- Jake Gyllenhaal - Douglas Freeman
- Meryl Streep - Corrine Whitman
- Alan Arkin - Senator Hawkins
- Peter Sarsgaard - Alan Smith
- Christian Martin - Randy Green
- Moa Khouas - Khalid
- Omar Metwally - Anwar El-Ibrahimi
- Aramis Knight - Jeremy El-Irahim
- Rosie Malek-Yonan - Nuru El-Ibrahim
- Yigal Naor - Abassi
- Steve Tom - Dostawca #1
- Robert Clotworthy - Dostawca #2
- Muna Otaru - Senator Staffer
- J.K. Simmons - Lee Mayers
- David Fabrizio - William Dixon
- Bob Gunton - Lars Whitman